# Türkmén labdarúgó-válogatott
A türkmén labdarúgó-válogatott Türkmenisztán nemzeti csapata, amelyet a türkmén labdarúgó-szövetség (türkmenül: Türkmenistan Futbol Federasiýasy) irányít.
Nagy meglepetésre kvalifikálták magukat a 2004-es Ázsia-kupára, ahol viszont már a csoportkör után búcsúztak és mindössze csak egy döntetlent tudtak elérni Szaúd-Arábia ellen.

## Története
A Szovjetunió felbomlása utáni első hivatalos mérkőzésüket Kazahsztán ellen játszották Almatiban 1992. június 1-jén. Az 1994-es világbajnokság selejtezőiben még nem indultak, viszont az 1998-as torna selejtezőiben viszont már részt vettek. Első világbajnoki selejtezőjüket 4−1-re elveszítették Kínával szemben, a selejtezőket pedig két győzelemmel és négy vereséggel zárták. 2003. november 19-én történetük legnagyobb arányú győzelmét aratták, amikor Afganisztán csapatát győzték le 11–0-ra Aşgabatban. Kijutottak a 2004-es Ázsia-kupára, ahol Szaúd-Arábia ellen 2–2-es döntetlennel nyitottak, majd azt követően Iraktól 3–2-re, Üzbegisztántól 1–0-ra kaptak ki. A 2007-es Ázsia-kupa selejtezőiben nem indultak a 2011-es és a 2015-ös tornára pedig nem jutottak ki. Részt vettek a 2010-es AFC-Kihívás kupán, ahol bejutottak a döntőbe és csak büntetőkkel maradtak alul Észak-Koreával szemben. A 2012-es AFC-Kihívás kupán a Maldív-szigeteket 3–1-re, Nepált 3–0-ra verték, Palesztinával pedig gólnélküli döntetlent játszottak. Az elődöntőben 2–1-re legyőzték a Fülöp-szigeteket, a döntőben ugyanilyen arányban kikaptak Észak-Koreától. 2019-ben történetük során másodszor vettek részt az Ázsia-kupán, ahol három vereséggel a csoport utolsó helyén végeztek.

## Nemzetközi eredmények
AFC-Kihívás kupa
- Ezüstérmes: 2 alkalommal (2010, 2012)

ECO-kupa
- Ezüstérmes: 1 alkalommal (1993)

### Világbajnoki szereplés
| Év       | Eredmény                 | Hely                     | M                        | GY                       | D                        | V                        | RG                       | KG                       |
| -------- | ------------------------ | ------------------------ | ------------------------ | ------------------------ | ------------------------ | ------------------------ | ------------------------ | ------------------------ |
| 1930     | A Szovjetunió része volt | A Szovjetunió része volt | A Szovjetunió része volt | A Szovjetunió része volt | A Szovjetunió része volt | A Szovjetunió része volt | A Szovjetunió része volt | A Szovjetunió része volt |
| 1934     | A Szovjetunió része volt | A Szovjetunió része volt | A Szovjetunió része volt | A Szovjetunió része volt | A Szovjetunió része volt | A Szovjetunió része volt | A Szovjetunió része volt | A Szovjetunió része volt |
| 1938     | A Szovjetunió része volt | A Szovjetunió része volt | A Szovjetunió része volt | A Szovjetunió része volt | A Szovjetunió része volt | A Szovjetunió része volt | A Szovjetunió része volt | A Szovjetunió része volt |
| 1950     | A Szovjetunió része volt | A Szovjetunió része volt | A Szovjetunió része volt | A Szovjetunió része volt | A Szovjetunió része volt | A Szovjetunió része volt | A Szovjetunió része volt | A Szovjetunió része volt |
| 1954     | A Szovjetunió része volt | A Szovjetunió része volt | A Szovjetunió része volt | A Szovjetunió része volt | A Szovjetunió része volt | A Szovjetunió része volt | A Szovjetunió része volt | A Szovjetunió része volt |
| 1958     | A Szovjetunió része volt | A Szovjetunió része volt | A Szovjetunió része volt | A Szovjetunió része volt | A Szovjetunió része volt | A Szovjetunió része volt | A Szovjetunió része volt | A Szovjetunió része volt |
| 1962     | A Szovjetunió része volt | A Szovjetunió része volt | A Szovjetunió része volt | A Szovjetunió része volt | A Szovjetunió része volt | A Szovjetunió része volt | A Szovjetunió része volt | A Szovjetunió része volt |
| 1966     | A Szovjetunió része volt | A Szovjetunió része volt | A Szovjetunió része volt | A Szovjetunió része volt | A Szovjetunió része volt | A Szovjetunió része volt | A Szovjetunió része volt | A Szovjetunió része volt |
| 1970     | A Szovjetunió része volt | A Szovjetunió része volt | A Szovjetunió része volt | A Szovjetunió része volt | A Szovjetunió része volt | A Szovjetunió része volt | A Szovjetunió része volt | A Szovjetunió része volt |
| 1974     | A Szovjetunió része volt | A Szovjetunió része volt | A Szovjetunió része volt | A Szovjetunió része volt | A Szovjetunió része volt | A Szovjetunió része volt | A Szovjetunió része volt | A Szovjetunió része volt |
| 1978     | A Szovjetunió része volt | A Szovjetunió része volt | A Szovjetunió része volt | A Szovjetunió része volt | A Szovjetunió része volt | A Szovjetunió része volt | A Szovjetunió része volt | A Szovjetunió része volt |
| 1982     | A Szovjetunió része volt | A Szovjetunió része volt | A Szovjetunió része volt | A Szovjetunió része volt | A Szovjetunió része volt | A Szovjetunió része volt | A Szovjetunió része volt | A Szovjetunió része volt |
| 1986     | A Szovjetunió része volt | A Szovjetunió része volt | A Szovjetunió része volt | A Szovjetunió része volt | A Szovjetunió része volt | A Szovjetunió része volt | A Szovjetunió része volt | A Szovjetunió része volt |
| 1990     | A Szovjetunió része volt | A Szovjetunió része volt | A Szovjetunió része volt | A Szovjetunió része volt | A Szovjetunió része volt | A Szovjetunió része volt | A Szovjetunió része volt | A Szovjetunió része volt |
| 1994     | Nem indult               | Nem indult               | Nem indult               | Nem indult               | Nem indult               | Nem indult               | Nem indult               | Nem indult               |
| 1998     | Nem jutott be            | Nem jutott be            | Nem jutott be            | Nem jutott be            | Nem jutott be            | Nem jutott be            | Nem jutott be            | Nem jutott be            |
| 2002     | Nem jutott be            | Nem jutott be            | Nem jutott be            | Nem jutott be            | Nem jutott be            | Nem jutott be            | Nem jutott be            | Nem jutott be            |
| 2006     | Nem jutott be            | Nem jutott be            | Nem jutott be            | Nem jutott be            | Nem jutott be            | Nem jutott be            | Nem jutott be            | Nem jutott be            |
| 2010     | Nem jutott be            | Nem jutott be            | Nem jutott be            | Nem jutott be            | Nem jutott be            | Nem jutott be            | Nem jutott be            | Nem jutott be            |
| 2014     | Nem jutott be            | Nem jutott be            | Nem jutott be            | Nem jutott be            | Nem jutott be            | Nem jutott be            | Nem jutott be            | Nem jutott be            |
| 2018     | Nem jutott be            | Nem jutott be            | Nem jutott be            | Nem jutott be            | Nem jutott be            | Nem jutott be            | Nem jutott be            | Nem jutott be            |
| 2022     | Nem jutott be            | Nem jutott be            | Nem jutott be            | Nem jutott be            | Nem jutott be            | Nem jutott be            | Nem jutott be            | Nem jutott be            |
| Összesen | —                        | 0/7                      | –                        | –                        | –                        | –                        | –                        | –                        |

### Ázsia-kupa-szereplés
| Év       | Eredmény                 | Helyezés                 | M                        | Gy                       | D                        | V                        | RG                       | KG                       |
| -------- | ------------------------ | ------------------------ | ------------------------ | ------------------------ | ------------------------ | ------------------------ | ------------------------ | ------------------------ |
| 1956     | A Szovjetunió része volt | A Szovjetunió része volt | A Szovjetunió része volt | A Szovjetunió része volt | A Szovjetunió része volt | A Szovjetunió része volt | A Szovjetunió része volt | A Szovjetunió része volt |
| 1960     | A Szovjetunió része volt | A Szovjetunió része volt | A Szovjetunió része volt | A Szovjetunió része volt | A Szovjetunió része volt | A Szovjetunió része volt | A Szovjetunió része volt | A Szovjetunió része volt |
| 1964     | A Szovjetunió része volt | A Szovjetunió része volt | A Szovjetunió része volt | A Szovjetunió része volt | A Szovjetunió része volt | A Szovjetunió része volt | A Szovjetunió része volt | A Szovjetunió része volt |
| 1968     | A Szovjetunió része volt | A Szovjetunió része volt | A Szovjetunió része volt | A Szovjetunió része volt | A Szovjetunió része volt | A Szovjetunió része volt | A Szovjetunió része volt | A Szovjetunió része volt |
| 1972     | A Szovjetunió része volt | A Szovjetunió része volt | A Szovjetunió része volt | A Szovjetunió része volt | A Szovjetunió része volt | A Szovjetunió része volt | A Szovjetunió része volt | A Szovjetunió része volt |
| 1976     | A Szovjetunió része volt | A Szovjetunió része volt | A Szovjetunió része volt | A Szovjetunió része volt | A Szovjetunió része volt | A Szovjetunió része volt | A Szovjetunió része volt | A Szovjetunió része volt |
| 1980     | A Szovjetunió része volt | A Szovjetunió része volt | A Szovjetunió része volt | A Szovjetunió része volt | A Szovjetunió része volt | A Szovjetunió része volt | A Szovjetunió része volt | A Szovjetunió része volt |
| 1984     | A Szovjetunió része volt | A Szovjetunió része volt | A Szovjetunió része volt | A Szovjetunió része volt | A Szovjetunió része volt | A Szovjetunió része volt | A Szovjetunió része volt | A Szovjetunió része volt |
| 1988     | A Szovjetunió része volt | A Szovjetunió része volt | A Szovjetunió része volt | A Szovjetunió része volt | A Szovjetunió része volt | A Szovjetunió része volt | A Szovjetunió része volt | A Szovjetunió része volt |
| 1992     | Nem tagja az AFC-nek     | Nem tagja az AFC-nek     | Nem tagja az AFC-nek     | Nem tagja az AFC-nek     | Nem tagja az AFC-nek     | Nem tagja az AFC-nek     | Nem tagja az AFC-nek     | Nem tagja az AFC-nek     |
| 1996     | Nem jutott be            | Nem jutott be            | Nem jutott be            | Nem jutott be            | Nem jutott be            | Nem jutott be            | Nem jutott be            | Nem jutott be            |
| 2000     | Nem jutott be            | Nem jutott be            | Nem jutott be            | Nem jutott be            | Nem jutott be            | Nem jutott be            | Nem jutott be            | Nem jutott be            |
| 2004     | Csoportkör               | 12.                      | 3                        | 0                        | 1                        | 2                        | 4                        | 6                        |
| 2007     | Nem indult               | Nem indult               | Nem indult               | Nem indult               | Nem indult               | Nem indult               | Nem indult               | Nem indult               |
| 2011     | Nem jutott be            | Nem jutott be            | Nem jutott be            | Nem jutott be            | Nem jutott be            | Nem jutott be            | Nem jutott be            | Nem jutott be            |
| 2015     | Nem jutott be            | Nem jutott be            | Nem jutott be            | Nem jutott be            | Nem jutott be            | Nem jutott be            | Nem jutott be            | Nem jutott be            |
| 2019     | Csoportkör               | 21.                      | 3                        | 0                        | 0                        | 3                        | 3                        | 10                       |
| 2023     | Bejutott                 | Bejutott                 | Bejutott                 | Bejutott                 | Bejutott                 | Bejutott                 | Bejutott                 | Bejutott                 |
| Összesen | Csoportkör               | 2/8                      | 6                        | 0                        | 1                        | 5                        | 7                        | 16                       |

## Szövetségi kapitányok
| - Baýram Durdyýew (1992–1996) - Elguja Gugushvili (1996–1997) - Täçmyrat Agamyradow (1997–1998) - Viktor Pozsecsevszkij (1998–1999) - Gurban Berdyýew (1999) - Röwşen Muhadow (1999–2000) | - Täçmyrat Agamyradow (2000–2001) - Volodimir Bezszonov (2002–2003) - Rahym Gurbanmämmedow (2003–2004) - Boris Grigorýanc (2005) - Amangylyç Goçumow (2005–2006) - Rahym Gurbanmämmedow (2007–2009) | - Boris Grigorýanc (2009–2010) - Ýazguly Hojageldyýew (2010–2014) - Rahym Gurbanmämmedow (2014) - Amangylyç Koçumow (2015–2016) - Ýazguly Hojageldyýew (2017–2019) - Ante Miše (2019–2020) | - Röwşen Muhadow (2021) - Ýazguly Hojageldyýew (2021) - Said Seýidow (2022–) |

## Külső hivatkozások
- Türkmenisztán a FIFA.com-on Archiválva 2008. június 3-i dátummal a Wayback Machine-ben (angolul)
- Türkmenisztán az AFC.com-on[halott link] (angolul)
- Türkmenisztán mérkőzéseinek eredményei az rsssf.com-on (angolul)
- Türkmenisztán mérkőzéseinek eredményei az EloRatings.net-en[halott link] (angolul)
- Türkmenisztán a national-football-teams.com-on (angolul)
- Türkmenisztán mérkőzéseinek eredményei a Roon BA-n (angolul)
- Türkmenisztán a transfermarkt.de-n (németül)
- Türkmenisztán a weltussball.de-n (németül)
- Türkmenisztán a fedefutbol.net-en (spanyolul)